# کالولتزوکرته
کالولتزوکرته (به ایتالیایی: Calolziocorte) یک کومونه در ایتالیا است که در استان لکو واقع شده‌است. کالولتزوکرته ۹٫۰ کیلومتر مربع مساحت و ۱۴٬۱۶۲ نفر جمعیت دارد و ۲۱۰ متر بالاتر از سطح دریا واقع شده‌است.